# Vrigne-aux-Bois (comuna delegada)
Vrigne-aux-Bois era una comuna francesa situada en el departamento de Ardenas, de la región de Gran Este, que el uno de enero de 2017 pasó a ser una comuna delegada de la comuna nueva de Vrigne-aux-Bois al fusionarse con la comuna de Bosseval-et-Briancourt.

## Demografía
| Gráfica de evolución demográfica de Vrigne-aux-Bois entre 1800 y 2014 |
|                                                                       |

Los datos demográficos contemplados en este gráfico de la comuna de Vrigne-aux-Bois se han cogido de 1800 a 1999 de la página francesa EHESS/Cassini, y los demás datos de la página del INSEE.